# Ballophilus maldivensis
Ballophilus maldivensis är en mångfotingart som beskrevs av Pocock 1906. Ballophilus maldivensis ingår i släktet Ballophilus och familjen Ballophilidae.
Artens utbredningsområde är Maldiverna. Inga underarter finns listade i Catalogue of Life.